# Hilding Stahle

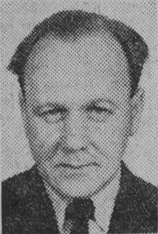
Hilding Stahle

Hans Hilding Stahle, född 25 september 1903 i Eke församling, Gotlands län, död 16 november 1963, var en svensk arkitekt.
Stahle avlade studentexamen i Visby 1923 och utexaminerades från Kungliga Tekniska högskolan 1928. Han var assistent hos lantbruksingenjör 1928–1930, biträdande arkitekt vid hushållningssällskapet i Linköping 1930–1935, byggnadskonsulent hos hushållningssällskapet i Vänersborg och bedrev egen arkitektverksamhet 1935–1941 och var chef för Lantbruksförbundets byggnadsförenings centralkontor i Vänersborg från 1942. Han skrev Lantbrukets ekonomibyggnader (1941). Stahle är begravd på Strandkyrkogården, Vänersborg.